# Hàm số xác định theo từng khoảng
Hàm số xác định theo từng khoảng - hàm số xác định trên tập số thực và được cho theo các công thức khác nhau trên từng khoảng khác nhau của tập xác định.

## Định nghĩa hình thức
Giả sử {\displaystyle x_{1}<x_{2}<\ldots <x_{n}} - là các điểm thay đổi công thức của hàm.
Hàm số xác định theo từng khoảng được cho theo công thức sau:
{\displaystyle f(x)={\begin{cases}f_{0}(x),\quad x<x_{1}\\f_{1}(x),\quad x_{1}<x<x_{2}\\\cdots \\f_{n}(x),\quad x_{n}<x\end{cases}}}

## Phân loại hàm số xác định theo từng khoảng
- Nếu các hàm thành phần {\displaystyle f_{i}(x)} là hàm hằng, thì {\displaystyle f(x)} - hàm hằng từng khoảng, hay hàm bậc thang.
- Nếu tất cả các hàm {\displaystyle f_{i}(x)} là hàm tuyến tính, thì {\displaystyle f(x)} - hàm số tuyến tính từng khoảng.
- Nếu tất cả các hàm {\displaystyle f_{i}(x)} là hàm liên tục, thì {\displaystyle f(x)} - hàm số liên tục từng khoảng.
- Nếu tất cả các hàm {\displaystyle f_{i}(x)} là hàm khả vi, thì {\displaystyle f(x)} - hàm số khả vi từng khoảng, hay hàm số trơn từng khoảng.
- Nếu tất cả các hàm {\displaystyle f_{i}(x)} là hàm đơn điệu, thì {\displaystyle f(x)} - hàm số đơn điệu từng khoảng. Khi đó tính đơn điệu trên các khoảng kề nhau có thể khác nhau.